# Rainer Erdmann (Numismatiker)

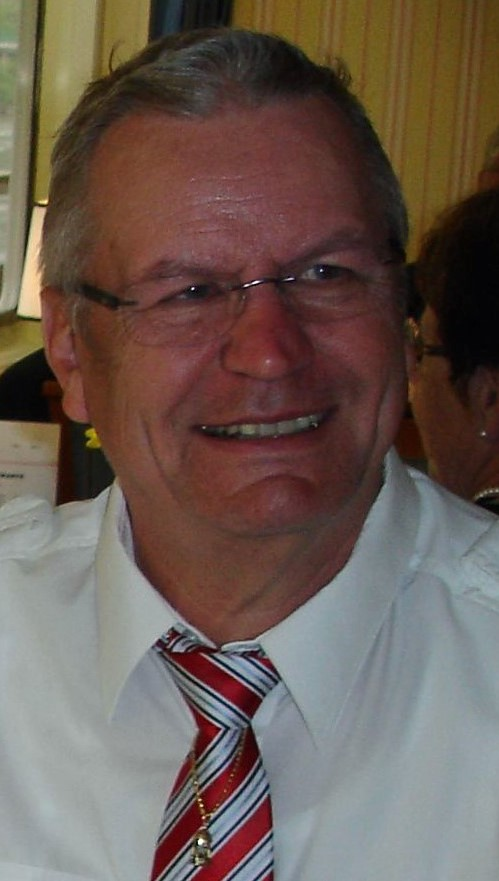
Rainer Erdmann

Rainer Erdmann (geboren 25. Februar 1942 in Adelebsen, Kreis Northeim) ist ein deutscher Numismatiker und Heimatforscher.

## Werdegang
Rainer Erdmann machte nach der Volksschule eine Ausbildung zum Elektromaschinenbauer in Göttingen. Danach folgte der Wechsel ins kaufmännische Fach, zunächst als selbständiger Handelsvertreter, seit 1968 Kaufmann in Fulda, Numismatiker und Heimatforscher.
1972 erfolgte die Ansiedlung in Fulda mit einem Geschäft für Auto-Lackierbedarf, sowie einer Münzenhandlung als zweites Standbein. 1980 erfolgte der Verkauf der Autolacksparte, sowie die Eröffnung eines Münzenfachgeschäftes mit eigenem Ladenlokal in Fulda: „Erdmanns Fuldaer Münze“. 2000 erfolgte der Umzug des Geschäftes in das eigene Heim in Weyhers/Rhön. Der Münzhandel ward ab jetzt als Internethandel betrieben. Die Fuldaer Zeitung schrieb dazu: „32 Jahre Arbeitsleben in Fulda, oder: Eine „Institution schließt ihre Pforten“ Münzenhandel Erdmann verlässt Fulda“.

## Privates
1963 heiratete er Waltraud Erdmann, geborene Ullrich. Aus der Ehe gingen zwei Söhne hervor.

## Veröffentlichungen
- 1980: „Das Notgeld von Fulda, 1917–1923. Papiergeld und Münzen“. 14 Seiten. DIN A4, Photomechanische Wiedergabe aus der Zeit.
- 1984: „Arabien und Afrika“. Kompletter Typenkatalog arabischer und afrikanischer Münzen seit etwa 1750 bis heute (1984) nach Craig und Yeoman. 10. Auflage, 83 Seiten. Ohne Gold, ohne Ägypten.
- 1987: Typenkatalog der Münzen aus Ägypten: Vollständiger Katalog nach Jahr und Münzzeichen aller Umlaufmünzen und Denkmünzen Ägyptens aus unedlem Metall und aus Silber seit Abdul Aziz AH 1277 (AD 1861) bis heute, ohne Goldmünzen. 13. völlig neu gestaltete Auflage 1987/1988.
- 1995: Verzeichnis aller bekannten FAO-Münzen. Titel: FAO = Fredom from Hunger, FAO-Money = Food for All. 139 Seiten.
- 1999: „Heinrich Küllmer KG. Geschichte und Geschichten“. Mehr als 100 Jahre Straßenbau. Enthält neben der Geschichte der Firma Medaillen und privates Ersatzgeld (Lohnmarken) 60 Seiten.
- 2000: „Die Münzsammlung des Amand von Keitz: Bibliothekar und Münzkundler zu Fulda“; ein Handwerkszeug für den „Fulda-Sammler“ aus der Hess. Landesbibliothek Fulda. Text Rainer Erdmann, Fotos Erwin Roth. 33 Seiten, Fulda, 2000
- 2000: „Heimatsammlung Fulda, 1939 bis 1982“. Ein Zeitraum von 43 Jahren aus der Amtszeit der Bischöfe Johannes Dietz (1939–1958); Adolf Bolte (1959–1974); Eduard Schick (1974–1982). Medaillen, Plaketten, Abzeichen und anderes unter dem Oberbegriff Fulda, gedrucktes und geprägtes bis DIN A4. Kurzberichte zu geschichtlichen Ereignissen usw. 267 Seiten.
- 2000: „32 Jahre Arbeitsleben in Fulda, oder: Eine „Institution schließt ihre Pforten“ Münzenhandel Erdmann verlässt Fulda“. Eine Biografie. 54 Seiten
- 2000: „Die Siebenschläferkapelle“ oder auch das Heiligehüse, auf Hochdeutsch Heiligenhäuschen, bei Weyhers in der Rhön. Erste Auflage. 34 Seiten. Rainer Erdmann. Weyhers
- 2001: „Die Fuldaer Münzen vom Spätmittelalter bis zur Barockzeit“: Konrad IV. von Hanau, 1372–1383, 56. Abt von Fulda bis Adalbert I. von Schleifras, 1700–1714, 77. Abt von Fulda Gehrling, Claus und Erdmann, Rainer.  Verlag Parzeller, Fulda 2001, ISBN 3-7900-0324-7
- 2001: „Die Siebenschläferkapelle bei Weyhers in der Rhön und ihr neuer Altar“. zweite Auflage. Enthält das „lange“ Heiligenhaus-Lied 34 Seiten.Hessische Bibliographie Frankfurt
- 2001: „125 Jahre Rhönklub Zweigverein Weyhers“, 1876–2001 Auftragsarbeit für den Rhönklub ZV. Weyhers. 2001. 45 Seiten Vereinsgeschichte.
- 2004: „Die Siebenschläferkapelle bei Weyhers in der Rhön und ihr neuer Altar“. Zweite Auflage. 37 Seiten
- 2005: „Fuldischer Reichs-Elefanten-Orden“: Gestiftet am 5. April 1873; Anmerkungen zu seiner Geschichte. 14 Seiten
- 2005: „Geschichte des Postamtes in Weyhers“: Nach 156 Jahren, 3 Monaten, 28 Tagen endete am 28. Dezember 2004 die 156-jährige Postgeschichte in Weyhers. 30 Seiten.
- 2006: „Christian Schreiber“ (1872 1933, Dompräbendat, Seminarregens, Professor in Fulda, Bischof von Meißen, Bischof von Berlin). Gewidmet Herrn Pfarrer Schütz, Weyhers, zu seinem 40. Geburtstag. 2. verbesserte Auflage vom 7. Dezember 2007
- 2007: Der „Fuldische Reichs-Elefanten-Orden“, Die Ordensstiftung am 5. April 1873, Rainer Erdmann. Ausgedruckt in: Buchenblätter, Band 80 (2007 H. 27.11), S. 91
- 2008: „Kohlhaus bei Fulda“. Ein Bilderbuch. 14 Seiten mit Fotos und Lithographien aus der Zeit der Selbstständigkeit des Dorfes. 1883 bis 1972
- 2010: „Christian Schreiber: *03. August 1872, †01. September 1933“; Dompräbendat, Seminarregens, Professor in Fulda, Bischof von Meißen, Bischof von Berlin. Biografie. Dritte Auflage. 20 Seiten.
- 2010: Einige Dokumente über den Wiederaufbau der Hochkönigsburg bei Schlettstadt (Heute: Selestat) im Elsass zwischen 1901 und 1908. Heft mit 16 Seiten.
- 2010: „Fuldischer Reichs-Elefanten-Orden“, gestiftet am 5. April 1873, Anmerkungen zu seiner Geschichte. 13 Seiten. Ausdruck vom 10. November 2010
- 2011: „Heimatsammlung Fulda – Abiturkarten fuldischer Schulen“, hauptsächlich aus der ersten Hälfte des 20. Jahrhunderts. Zweite erweiterte Auflage. 69 Seiten.
- 2012: „Weyhers … unser Dorf in Geschichte und Gegenwart“, mit Schwerpunkt auf dem 19. und 20. Jahrhundert. (Weyhers in der Rhön, jetzt Ortsteil von Ebersburg) 565 Seiten. Herausgeber: Gemeinde Ebersburg, Schulstr.3, 36157 Weyhers. Autor: Rainer Erdmann, Redaktion Brigitte Kram & Rainer Erdmann[2]
- 2013: Gewidmet Schwester Edeltrud (SPSF) Edeltrud Fleischmann vom Orden der Armen Schwestern vom Heiligen Franziskus (Schervierschwestern, Aachener Franziskanerinnen) anlässlich der 50. Wiederkehr ihrer Ordensprofess im Jahr 2013 von der Dorfgemeinschaft Weyhers. 38 Seiten
- 2013: „Blick zurück auf ein ereignisreiches Leben mit 71 Lenzen“. Im Jahr 2012 = 45 Jahre Kaufmann, 40 Jahre Münzenhändler. Im Jahr 2013 Goldene Hochzeit nach 50 Ehejahren in gegenseitiger Liebe und Achtung
- 2018: „Das Notgeld von Fulda 1917–1923 aus Metall und Papier“. Heimatgeschichtliche Sammlung. Münzen, Papiergeld, Geldersatz-, Automaten-, Brot-, Getränke-, Wert- und sonstige Marken bis 2015. Im Anhang Rationierungsbelege von Fulda 1917–1924.[3] eingeschränkte Vorschau in der Google-Buchsuche
- 2022: „Fuldaer Medaillen seit 1802“ Standardwerk der fuldischen Numismatik im genannten Zeitraum. ISBN 978-3-7900-0579-0[4][5]
- 2022: „Fulda: 100 Jahre Notgeld und Geldersatz seit 1917 aus Metall und Papier“ Heimatgeschichtliche Sammlung. ISBN 978-3-7900-0580-6[6][7]

## Aufsätze
- 1998: „Das Bonifatiusdenkmal zu Fulda auf Medaillen 1842 bis 1855“. Ein kleiner Aufsatz.
- 2001: Medaillen und Plaketten des „Fuldaer Automobilklub im ADAC“ ein kleiner Aufsatz.
- 2001: „Einige Fuldische Medaillen, ausgegeben in der Amtszeit des Bischofs Heinz Josef Algermissen“.
- 2004: „Ein neuer Altar für die Siebenschläferkapelle bei Weyhers in der Rhön“. Ausgedruckt in „Rhönwacht“ 2002, Heft 01, Seite 48.
- 2007: „Der heilige Bonifatius auf Münzen und Medaillen ab 1954 bis heute“. Versuch einer Katalogisierung
- 2007: „Zur Biographie der „Rhönhexe“ Bettina Schlanze-Spitzner“. Heft mit 12 Seiten. Ebenfalls enthalten in Chronik „Weyhers… unser Dorf“, Seiten 536 bis 542.
- 2007: „Herr Moses, der letzte Handelsjude in Fulda, von Schildeckstraße 10“. Ein kleiner Aufsatz (noch nicht veröffentlicht)
- 2008: In Arbeit sind die Aufsätze: Von der Mariengrotte in Weyhers zu den gewesenen Steinmetzbetrieben Kramer und Marmor-Ständer in Fulda.
- 2019: Fuldaer Medaillen, ihre Geschichte und Geschichten und Fälschergeschichten um Fuldaer Münzen. Zwei Aufsätze im Begleitband zur Jubiläumsausstellung „Fulda handelt. Fulda prägt. 1000 Jahre Münz-, Markt- und Zollrecht“. Fulda, 2019, ISBN 978-3-7319-0814-2